# Историја Лужичких Срба (монографија)
За друге употребе, погледајте Историја Лужичких Срба (вишезначна одредница).
„Историја Лужичких Срба” (нем. Geschichte der Sorben, глсрп. Stawizny Serbow) монографија је о историји Лужичких Срба у Лужици од давнина у четири тома, коју је написала група аутора и издата на немачком и горњолужичкосрпском језику 1974—1979. година.
„Историја Лужичких Срба” постала је други темељни рад о лужичкосрпској историји после 144-страничне „Историје лужичкосрпског народа” коју су написали Пољак В. Богуславски и М. Хорник 1884. године (у периоду када су Лужички Срби били изложени националном угњетавању у Немачкој).
Одлуку о стварању „Историје Лужичких Срба“ донело је руководство Института за лужичкосрпски народопис Академије наука НДР-а (на предлог историчара Академије наука НДР-а и Универзитета „Карл-Маркс” у Лајпцигу 25. јуна 1962. године. Други конгрес петог савезног конгреса „Домовини”, одржан 27. априла 1963. године, подржао је овај предлог. Руководство предстојећим радом преузео је Институт за лужичкосрпски народопис. Академија наука укључила је пројекат у централни истраживачки план Историјске секције на Академији 1964—1970. година. За разјашњење методолошких питања модерне историје, 1967. године у Академији је основана привремена радна група Историјске посебне комисије. Године 1969. одржана је седница у дирекцији Централног института Академије наука, на којем је одлучено проширење обима монографије са три на четири тома. Поред ауторског колектива у раду на „Историји Лужичких Срба” учествовали су и стручњаци из реда института Академије наука и универзитета НДР-а, као и Совјетског Савеза и Пољске (текст будуће монографије је разматран у неколико земаља). Године 1979. колектив аутора је награђен орденом Радничке заставе.
Дело је написано под руководством (под општим уредништвом) М. Каспера, Ф. Метшка, Ј. Шолте и К. Шилера. Први је изашао из штампе (1975. године) други том монографије, књига је обухватала период од 1789. до 1917. године. Године 1976. — трећи том (период од 1917. до 1945. године); године 1977. — први том (од давнина до 1789. године); године 1979. — четврти том (од 1945. године). Један од аутора монографије Ј. Шолта писао је да монографија „први пут с марксистичко-лењинистичке позиције даје општу слику прошлости, садашњости и будућности лужичкосрпског народа”.
Монографија садржи многобројне илустрације и географске карте (на пример, границе лужичкосрпског језичног подручја, ширење сељачких немира). На крају сваког тома се налази списак главне литературе; географски регистар и регистар имена, индекс друштвених и политичких организација.